# سیارک ۱۰۰۰۲۷
سیارک ۱۰۰۰۲۷ (به انگلیسی: 100027 Hannaharendt، نامگذاری:1990TR3) صد هزار و بیست و هفتمین سیارک کشف شده‌است که در ۱۲ اکتبر ۱۹۹۰ کشف شد.